# Rhinolophus adami
Rhinolophus adami is een vleermuis uit de familie van de hoefijzerneuzen. Voor deze soort is geen officiële Nederlandse naam.

## Leefgebied
Deze vleermuis leeft in boven- en ondergrondse grotten in Congo-Brazzaville.

## Status
Rhinolophus adami is bedreigd, omdat deze soort alleen maar voorkomt in Congo-Brazzaville. Een oorlog kan in dat gebied al genoeg zijn om deze soort uit te laten sterven. Als de bevolking doorgaat met het roosteren en eten van deze vleermuis zal deze zeker uitsterven.